# Novorodciîți, Ostroh
Novorodciîți (în ucraineană Новородчиці) este localitatea de reședință a comunei Novorodciîți din raionul Ostroh, regiunea Rivne, Ucraina.

## Demografie
Componența lingvistică a localității Novorodciîți
     Ucraineană (99,35%)
     Alte limbi (0,65%)
Conform recensământului din 2001, majoritatea populației localității Novorodciîți era vorbitoare de ucraineană (99,35%), existând în minoritate și vorbitori de alte limbi.